# Eclissi solare del 29 aprile 1976
L'eclissi solare del 29 aprile 1976 è un evento astronomico che ha avuto luogo il suddetto giorno attorno alle ore 10:24 UTC. L'eclissi, di tipo anulare, è stata visibile in alcune parti dell'Europa (Grecia), dell'Africa (Algeria, Libia, Mali, Mauritania e Senegal) dell'Asia (Afghanistan, Armenia, Azerbaigian, Cina, Iran, Kirghizistan, Pakistan, Tagikistan e Turchia).
L'eclissi è durata 6 minuti e 41 secondi  e l'ombra lunare sulla superficie terrestre ha raggiunto una larghezza di 227 km. L'evento del 29 aprile 1976 è stata la prima eclissi solare nel 1976 e la 174ª nel XX secolo. La precedente eclissi solare si è verificata il 3 novembre 1975  la seguente si è verificata il 23 ottobre 1976.

## Percorso e visibilità
L'eclissi si è manifestata all'alba locale nell'Oceano Atlantico a circa 1.000 chilometri a nord della costa nord-orientale del Brasile; in seguito la pseudo umbra lunare si è spostata a nord-est, attraversando l'oceano per poi tagliare diagonalmente l'Africa nord occidentale dalla costa del Senegal a est sino alla costa nord-occidentale della Libia, nel Mediterraneo; Il punto di massima eclissi si è avuto nel suddetto mare a circa 260 chilometri a nord ovest della città portuale di Bengasi. Successivamente, la pseudo umbra ha attraversato la punta meridionale della penisola del Peloponneso in Grecia e alcune isole del Mediterraneo, ha attraversato la Turchia e gradualmente ha proseguito verso est, entrando nel Mar Caspio lungo il confine tra Iran e Unione Sovietica (parte degli attuali stati di Armenia e Azerbaigian), ha coperto parte dell'Iran, Afghanistan, Pakistan, India; è giunta in  Cina all'incrocio tra il massiccio del Pamir e la regione del Kashmir ed ha infine terminato il percorso al tramonto nella regione autonoma del Tibet cinese e nelle Prefetture di Nagqu e di Qamdo.
Oltre alla suddetta eclissi anulare stretta, l'eclissi solare parziale è stata vista in penombra lunare nel Canada sud-orientale, nel gruppo di isole di Saint-Pierre e Miquelon, negli Stati Uniti nord-orientali, alle Bermuda e in Groenlandia. Da ovest verso est (le eclissi iniziano sempre a ovest e seguono la rotazione terrestre vanno verso est) ha coperto una fascia comprendente Suriname, Guyana francese, Brasile nord-orientale, l'intera Europa, Nordafrica, Africa occidentale, metà settentrionale dell'Africa centrale, Africa settentrionale orientale, Asia occidentale e Asia meridionale ad eccezione della stragrande maggioranza delle Maldive meridionali, Cina centrale e occidentale, tranne la Mongolia. La metà nord occidentale della penisola indocinese e la maggior parte dell'Unione Sovietica ad eccezione della parte orientale della Russia.

## Eclissi correlate

### Eclissi solari 1975 - 1978
Ci sono state 8 eclissi solari (a intervalli di 6 mesi) tra l'11 maggio 1975 e il 2 ottobre 1978.

### Ciclo di Saros 128
Questa eclissi è un membro del ciclo solare 128 di Saros, che include 73 eclissi che si verificano a intervalli di 18 anni e 11 giorni. La serie è iniziata con l'eclissi solare parziale il 29 agosto 984 d.C. Dal 16 maggio 1417 al 18 giugno 1471 la serie produsse eclissi solari totali, seguite da eclissi solari ibride dal 28 giugno 1489 al 31 luglio 1543 ed eclissi solari anulari dall'11 agosto 1561 al 25 luglio 2120. La serie termina al membro 73 con un'eclissi parziale il 1 novembre 2282. Tutte le eclissi in questa serie si verificano nel nodo discendente della Luna.